# Megaclite (maan)
Megaclite, of Jupiter XIX is een natuurlijke satelliet van Jupiter. De maan is ontdekt door de Universiteit van Hawaï in 2000.
Megaclite, ook bekend als S/2000 J 8, draait rond Jupiter met een gemiddelde afstand van 23,814 Gm in 752,88 dagen.
De maan is genoemd naar een van de geliefden van Zeus.